# Etelwold
Etelwold – imię męskie pochodzenia germańskiego. Oznacza "szlachetny władca". Patronem tego imienia jest św. Etelwold, biskup (X wiek).
Etelwold imieniny obchodzi 12 lutego i 1 sierpnia.